# 冯家老宅
冯家老宅位于中国山西省运城市平陆县曹川镇陡泉村车沟自然村。

## 保护
2021年8月4日，冯家老宅公布为第六批山西省文物保护单位，古建筑类，年代为民国，编号6-277。	